# Mary Mouser
Mary Matilyn Mouser (Pine Bluff, 9 maggio 1996) è un'attrice statunitense, conosciuta soprattutto per i ruoli di Samantha "Sam" LaRusso nella serie Cobra Kai e di Lacey Fleming nella serie Body of Proof.

## Biografia e film
Mary è la figlia maggiore di Aaron Parker Mouser, anche lui attore, e ha una sorella minore Frannie Mouser anche lei attiva nel mondo dello spettacolo. Poi nel 2005 ha cominciato la sua carriera nei film come doppiatrice in Pom Poko come voce minore, in Son of the Mask come Alvey Avery, in Tarzan 2 e Final Fantasy VII Advent Children come voci minori. Nel Febbraio 2025 Mary ha annunciato il suo matrimonio con il co-protagonista di Cobra Kai Tanner Buchanan.
Nel 2006 continua la sua carriera come doppiatrice con Hoodwinked! e ancora nella Disney in Bambi 2 - Bambi e il Grande Principe della foresta, in Holly Hobbie and Friends: Christmas Wishes come Lill. Nel 2006 riprende la carriera di attrice con Mr. Fix It come Christine Pastore. Nel 2007, sempre come attrice, compare in Penny Dreadful come Clara Flower e in A Stranger's Heart come Sarah "Cricket" Cummings. Quest'ultimo ruolo le ha dato la nomination agli Young Artist Award come Miglior Attrice di supporto nei film in TV o miniserie. Nel 2008 sempre in film prende parte ad altri due lavori come doppiatrice, Zoè in Cacciatori di Draghi e come Baby Delgo in Delgo. 
Come attrice ha inoltre preso parte a Ball, Don't Lie come Julia. Nel 2009 ha partecipato come voce minore in Bride Wars - La mia migliore nemica. Nel 2012 è una dei protagonisti del nuovo film della Disney Nemici per la pelle andato in onda su Disney Channel il 13 gennaio, dove interpreta due gemelle Emma e Savannah, nel film è affiancata da Bella Thorne, Zendaya, Stefanie Scott e Nick Robinson. 

### Serie
Ha cominciato nel 2004 interpretando in un episodio Amy Rose in Without a Trace, sempre nel 2004 è comparsa in Scrubs. Nel 2005 invece ha preso parte a Monk e interpretando Kaylie in Inconceivable. Inoltre ha interpretato Cassie McBride in CSI: Crime Scene Investigation per un episodio, Marissa in The King of Queens e Kelly Gibbs (la figlia dell'agente Gibbs) in NCIS per 4 episodi. Nel 2006-2007 ha interpretato il ruolo di Eloise in Eloise: The Animated Series. Nel 2007 Ashley Petrovsky in State of Mind e Mia Weller in Life Is Wild ruolo che l'ha portata ad un'altra nomination agli Young Artist Award come miglior attrice protagonista in una miniserie o film TV. Ha inoltre interpretato Carin Sutter in Life (2008), Tyler in Lie to Me (2009), Madison in Ghost Whisperer (2009). Dal 2011 interpreta Lacey Fleming in Body of Proof al fianco di Dana Delany e Lauren Brooks in The Preschool Trio.

## Filmografia

### Cinema
- Mr. Fix It, regia di Darin Ferriola (2006)
- LA Blues, regia di Ian Gurvitz (2007)
- Ball Don't Lie, regia di Brin Hill (2008)
- Medeas, regia di Andrea Pallaoro (2013)
- Una fantastica e incredibile giornata da dimenticare (Alexander and the Terrible, Horrible, No Good, Very Bad Day), regia di Miguel Arteta (2014)
- Field of Lost Shoes, regia di Sean McNamara (2015)
- Gates of Darkness, regia di Don E. FauntLeRoy (2017)

### Televisione
- Senza traccia (Without a Trace) – serie TV, 1 episodio (2004)
- Detective Monk (Monk) – serie TV, episodio 4x02 (2005)
- NCIS - Unità anticrimine (NCIS) – serie TV, 9 episodi (2005-2012)
- Life – serie TV, 1 episodio (2008)
- Lie to Me – serie TV, 1 episodio (2009)
- Ghost Whisperer - Presenze (Ghost Whisperer) – serie TV, episodio 5x14 (2010)
- Body of Proof – serie TV, 36 episodi (2011-2013)
- Drop Dead Diva – serie TV, 1 episodio (2012)
- Nemici per la pelle (Frenemies), regia di Daisy von Scherler Mayer – film TV (2012)
- The Fosters – serie TV, 3 episodi (2013-2015)
- Scandal – serie TV, 2 episodi (2014-2015)
- CSI: Cyber – serie TV, 1 episodio (2015)
- Code Black – serie TV, 1 episodio (2016)
- Scorpion – serie TV, 1 episodio (2017)
- Cobra Kai – serie TV, 50 episodi (2018-2025)
- Room 104 – serie TV, 1 episodio (2019)

### Doppiatrice
- Final Fantasy VII: Advent Children, regia di Tetsuya Nomura e Takeshi Noue (2005)
- The Mask 2, regia di Lawrence Guterman (2005)
- Tarzan 2, regia di Brian Smith (2005)
- Bambi 2 - Bambi e il Grande Principe della foresta, regia di Brian Pimental (2006)
- The Hole, regia di Joe Dante (2009)
- A spasso con i dinosauri, regia di Neil Nightingale e Barry Cook (2013)

## Doppiatrici italiane
Nelle versioni in italiano dei suoi lavori, Mary Mouser è stata doppiata da:
- Sara Labidi in Body of Proof
- Martina Felli in Scandal
- Gaia Bolognesi in Criminal Minds
- Lucrezia Marricchi in Code Black
- Martina Tamburello in Cobra Kai